# امیلی کار
امیلی کار (به انگلیسی: Emily Carr) (زادهٔ ۱۳ دسامبر ۱۸۷۱ – درگذشتهٔ ۲ مارس ۱۹۴۵) نقاش و نویسندهٔ زن کانادایی بود.

## زندگینامه
امیلی کار در ۱۲ دسامبر ۱۸۷۱ در ویکتوریای بریتیش کلمبیای کانادا زاده شد و در همانجا نیز پرورش یافت. او به تحصیل هنر در مدرسهٔ طراحی کالیفرنیا واقع در سن فرانسیسکوی آمریکا پرداخت و تا سال ۱۹۱۳ تابلوهای زیادی با موضوعات بومی و محلی کشید.
امیلی کار در سن ۵۷ سالگی سفری به شرق کانادا داشت تا با گروهی از هنرمندان کانادایی که گروه هفت نامیده می‌شدند ملاقات نماید. پس از این دیدار بود که پختگی و اصالت در نقاشی‌های او نمایان شد و از سال ۱۹۳۲ به بعد، طبیعت جایگزین تم‌های محلی او شد.
کار علاوه بر نقاشی به کار نویسندگی نیز می‌پرداخت و یکی از کتاب‌های او با نام «کلی ویک» (به انگلیسی: Klee Wyck) در سال ۱۹۴۱ برندهٔ جایزهٔ فرماندار کل شد. از دیگر کتاب‌های او می‌توان به «کتاب کوچک»» (به انگلیسی: The Book of Small) اشاره نمود.
امیلی کار در دوم مارس ۱۹۴۵ و در سن ۷۳ سالگی در زادگاهش ویکتوریا و کمی پیش از دریافت دکترای افتخاری خود از دانشگاه بریتیش کلمبیا درگذشت.

## نگارخانه

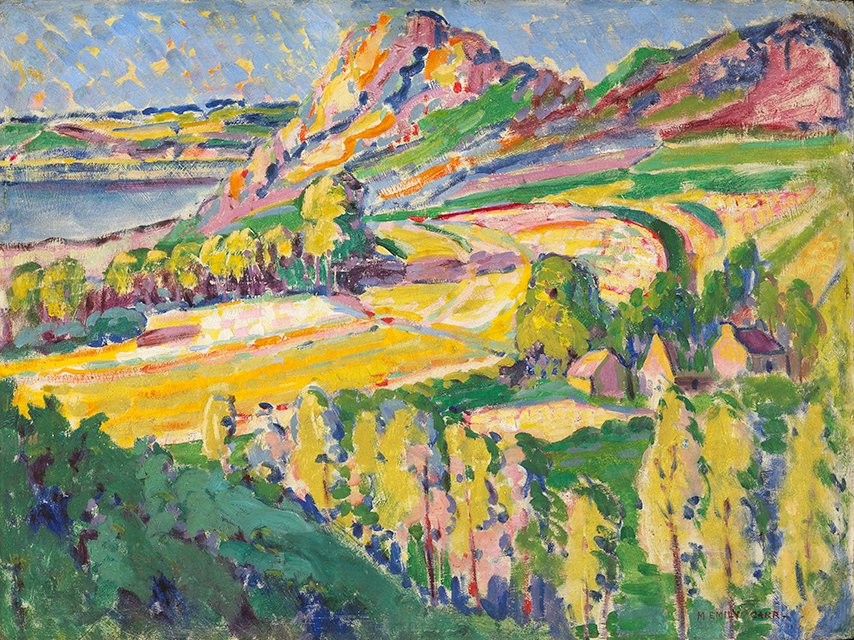
پاییز فرانسه (۱۹۱۱) موزه ملی کانادا
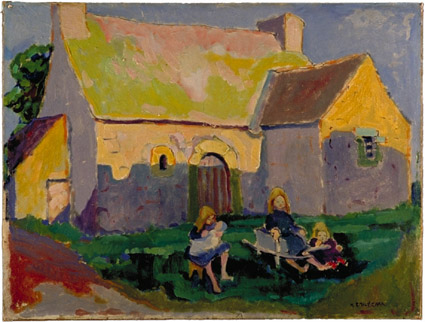
برتون چرچ (۱۹۰۶)
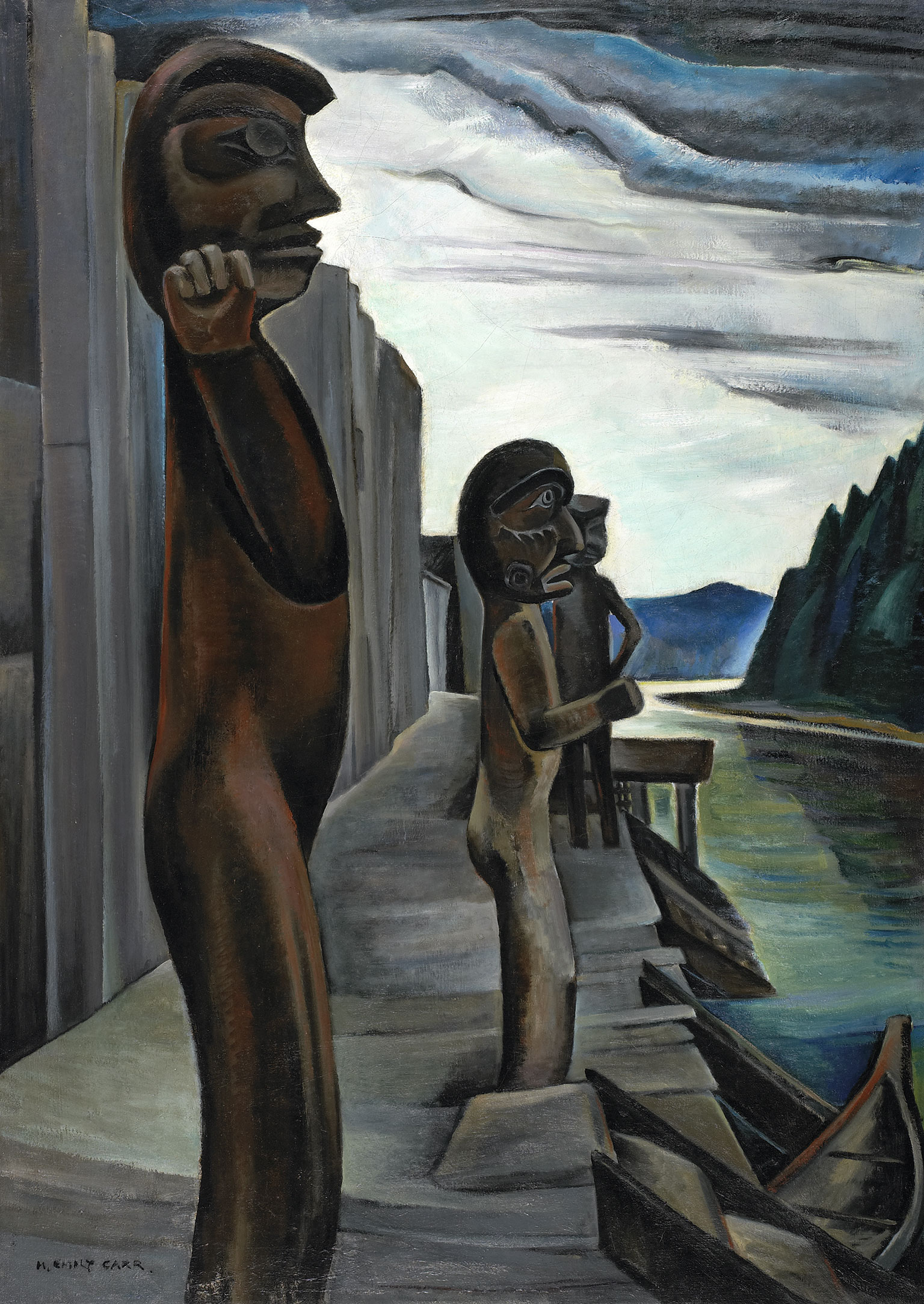
توتم‌های بندر بلاندن